# Luchtembolie
Een luchtembolie is een vorm van embolie die ontstaat als een hoeveelheid lucht direct in de bloedbaan komt en daar een gasbel vormt. Deze belemmert de normale bloedsomloop.

## Oorzaken
- Medische complicatie: het gaat hierbij om een complicatie ten gevolge van een medische behandeling waarbij direct toegang wordt gemaakt tot de bloedbaan, zoals infusietherapie, hemodialyse, operatie of geneeskundig onderzoek. Door het gebruik van moderne apparatuur (met luchtdetectie) en middelen is dit een zeldzame complicatie geworden.
- Verhoogde druk in de longen: door het verlagen van de druk buiten het lichaam zetten de longen uit als gevolg van het uitzetten van de lucht. Hierdoor wordt de long beschadigd en lekt er lucht naar de bloedbaan waar het luchtbellen vormt. Dit zogeheten longoverdrukletsel is vooral bekend als duikerziekte.

Bij luchtembolieën vormt vooral de stikstof in de lucht het grootste probleem. Zuurstof en kooldioxide worden snel in het bloed opgenomen. De grote hoeveelheid stikstof wordt veel langzamer opgenomen. Overigens kan ook een grote hoeveelheid kooldioxide in de bloedbaan (als complicatie van laparoscopie) bijvoorbeeld tot ernstige verschijnselen leiden.

## Gevolgen van een luchtembolie
De gevolgen zijn afhankelijk van:
1. de positie van het lichaam
2. de hoeveelheid lucht
3. de snelheid van binnenkomen
4. de plaats van binnenkomen:
  - in de ledematen of centraal, bijvoorbeeld via de longen
  - arterieel (in een slagader) of veneus (in een ader)

Bij veneuze toegang zal lucht doorgaans via de rechterkant van het hart naar de longen stromen. Bij een verticale houding kan de lucht ook het hoogste deel in het lichaam opzoeken, mogelijk zelfs tegen de bloedstroom in. Veneus lucht kan in de slagaders terecht komen (paradoxale luchtembolieën) door van de rechterkant van het hart via een patent foramen ovale over te steken naar de linker kant van het hart.
Lucht dat in de aorta terecht komt zal bij een verticale houding preferentieel naar de hersenen gaan en daar in de kleine bloedvaten de doorgang belemmeren. De aard en ernst van de symptomen is afhankelijk van de hoeveelheid lucht en waar deze precies in de hersenen vastloopt. Er kan sprake zijn van (voorbijgaand) bewustzijnsverlies, uitvalsverschijnselen of epileptische insulten.

## Diagnose
De diagnose luchtembolie zal bij duikers op grond van de verschijnselen gesteld worden. Een duiker die tijdens of kort na opstijging ernstige problemen van de ademhaling of bloedsomloop, of neurologische verschijnselen heeft, moet verdacht worden van een luchtembolie en als zodanig behandeld worden. Bij luchtembolieën ten gevolge van medisch handelen kan de diagnose ook duidelijk zijn, wanneer introductie van lucht in de bloedvaten is waargenomen en de patiënt in aansluiting daarop symptomen ontwikkelde. In veel gevallen is de relatie tussen symptomen en mogelijke introductie van lucht minder duidelijk, bijvoorbeeld omdat de patiënt ten tijde van het incident onder narcose was. Een CT scan kan soms luchtbellen in de vaten aantonen, echter het ontbreken van zichtbare bellen op een scan sluit de diagnose luchtembolie niet uit.

## Behandeling
Verdere instroom van lucht in de vaten moet worden voorkomen en vervolgens dienen ademhaling en bloedsomloop van de patiënt te worden gestabiliseerd. Daarnaast moet continue 100% zuurstof via een masker worden toegediend. Door de grote hoeveelheid zuurstof ontstaat een gunstige gradiënt voor stikstof om uit de bel te verdwijnen, waardoor deze kleiner wordt. Bij gevallen van arteriële luchtembolieën die problemen met de bloedsomloop en/of hersenfunctie tot gevolg hebben dient de patiënt zo snel mogelijk met hyperbare zuurstof behandeld te worden.